# Municipio de Peters Creek
El municipio de Peters Creek (en inglés: Peters Creek Township) es un municipio ubicado en el  condado de Stokes en el estado estadounidense de Carolina del Norte. En el año 2010 tenía una población de 2.026 habitantes.

## Geografía
El municipio de Peters Creek se encuentra ubicado en las coordenadas 36°28′34.5″N 80°13′41.19″O / 36.476250, -80.2281083.